# Piotr Wysocki (artysta)
Trwa reanimacja tego artykułu/biogramu. Pomóż go nam poprawić.
Piotr Wysocki (ur. 1976 w Kostrzynie nad Odrą) – polski artysta wizualny.
Absolwent Akademii Sztuk Pięknych w Warszawie (dyplom wrzesień 2008 r.) w pracowni malarstwa prof. Jarosława Modzelewskiego oraz pracowni przestrzeni audiowizualnej prof. Grzegorza Kowalskiego. Tworzy instalacje wideo, filmy dokumentalne, performance.
Liczne wystawy zbiorowe.
Wystawy indywidualne m.in.: „Aldona” w Narodowej Galerii Zachęta (2007); projekt „1976” w IPN w ramach Festiwalu Wola Art 2007; „Zbliżenie” Kino Relax 2008.
Zanim zaczął studiować sztuki piękne tworzył z przyjaciółmi stowarzyszenie ekologiczno-wolnościowe Pracownia od podstaw, prowadził też placówkę ekologiczno-edukacyjną w Drawieńskim Parku Narodowym, gdzie spędził kilka lat mieszkając w samym sercu puszczy.
Jego działania artystyczne skoncentrowane są przede wszystkim na pracy z ludźmi i cechują się dużą wrażliwością społeczną.
Laureat m.in. Samsung Art Master (2006) i Konkursu im. Eugeniusza Gepperta (2009). Nominowany do Paszportu Polityki w 2008 roku.